# César Devarez
César Salvatore Devarez Santana (nacido el 22 de septiembre de 1969 en San Francisco de Macorís) es un ex receptor dominicano que jugó en las Grandes Ligas de Béisbol con los Orioles de Baltimore entre 1995 y 1996. Firmado por los Orioles como amateur en 1986, Devarez no vio tiempo de juego en las mayores hasta el 3 de junio de 1995. Terminó su carrera con promedio de .091, 2 hits, 1 triple, 3 carreras anotadas en 16 juegos y 22 turnos al bate. También ha jugado para la Liga Mexicana.